# Been There, Done That
Been There, Done That – singel amerykańskiego rapera, producenta muzycznego – Dr. Dre. Utwór pochodzący z kompilacji Dr. Dre Presents the Aftermath. Singiel został wyprodukowany przez samego Dr. Dre przy współpracy z innym producentem - Bud’dą. Do utworu powstał teledysk.

## Lista utworów
Opracowano na podstawie źródła
1. "Been There Done That - Radio Edit" 4:06
2. "Been There Done That - Video Mix" 5:14
3. "Been There Done That - Video Mix Instrumental" 5:14